# بخش ابوالفارس
بخش ابوالفارس، یکی از بخش‌های شهرستان رامهرمز در استان خوزستان ایران است. مرکز این بخش، شهر باوج است.

## تقسیمات کشوری
- بخش ابوالفارس
  - دهستان سه تلون
  - دهستان ابوالفارس

شهر: باوج

## مردم‌شناسی
مردم این بخش لرتبار و از ایل بهمئی از طایفه علاءالدینی، تیره احمدی و سادات می‌باشند.

## جمعیت
بر پایه سرشماری عمومی نفوس و مسکن در سال ۱۳۹۵، جمعیت بخش ابوالفارس برابر با ۵٬۶۱۰ نفر بوده است.